# Arthur Rostron
Sir Arthur Henry Rostron, född 14 maj 1869 i Bolton, Lancashire, England, död 4 november 1940, var en engelsk kommendör över rederiet Cunard Line och kapten ombord på RMS Carpathia när han räddade överlevande från Titanic den 15 april 1912. Rostron blev hyllad för hjältemodiga insatser under Titanics förlisning. Han tilldelades Kongressens guldmedalj av den amerikanska kongressen, och efter första världskriget mottog han Brittiska imperieorden.
Efter skolgång 1882-1884 mönstrade han på som kadett på skolskeppet HMS Conway. Han arbetade sedan för rederiet Waverley Line. 1895 började han arbeta för Cunard Line där han började som fjärde styrman på fartyget RMS Umbria. Efter att ha arbetat på flera fartyg blev han 1907 befordrad till kapten. I januari 1912 tog han kommandot över passagerarfartyget RMS Carpathia.
Under natten mot den 15 april 1912 var fartyget på väg från New York till Fiume i nuvarande Kroatien. Rostron låg till sängs när han bryskt väcktes av Carpathias telegrafist Harold Cottam. Cottam som egentligen inte varit i tjänst hade ändå satt sig för att lyssna vid Marconi-sändaren och av en slump fångat upp nödsignaler från RMS Titanic. Rostron gav direkt order om att vända fartyget, till och med innan han frågat Cottam om han varit absolut säker på att meddelandet kom från Titanic.
Carpathia befann sig 58 nautiska mil (motsvarande 107 kilometer) från Titanic, och med en topphastighet på 14 knop skulle det ta flera timmar att nå fram. Rostron beordrade besättningen att pressa fartyget till det yttersta, bland annat genom att strypa värmetillförseln i elementen och lyckades därmed komma upp i 17,5 knop. Han satte ut extra utkikar och förberedde fartyget för att ta emot överlevande. När de närmade sig Titanics rapporterade position beordrade han fartyget att sända upp gröna raketer för att signalera sin ankomst. Efter någon timme nådde den första livbåten, nummer 2 under befäl av Titanics fjärde styrman Joseph Boxhall fram till Carpathia. Efter att fartyget plockat upp lite över 700 överlevare och kontrollerat området, kontaktades han av fartyget SS Californian som undrade om de kunde hjälpa till. Han talade om att inget mer fanns att göra på platsen och efter en kort andaktsstund gav han order om att Carpathia skulle återvända till New York.
Rostron kom sedan att vittna både i de amerikanska och brittiska sjöförhör som hölls efter katastrofen. Han fortsatte sedan som kapten för Carpathia i ett år innan han kallades in för att kommendera truppskepp i första världskriget. Varvat med detta var han från 1915 kapten på RMS Mauretania och andra fartyg. Han gick i pension 1931 och skrev sedan sin självbiografi Home from the Sea. När RMS Mauretania och dess rivalskepp RMS Olympic skulle skrotas 1935 erbjöds Rostron att föra befäl över Mauretanias sista resa. Detta blev dock för känslosamt för honom och han föredrog att istället följa den sista resan från land.
Rostron avled i lunginflamation den 4 november 1940, 71 år gammal.
Den silverbuckla som kapten Rostron tilldelades av överlevande från Titanic 1912 såldes på auktion 2015 och den inbringade då ett pris på $200.000.

## Utmärkelser
- Kongressens guldmedalj,  6 juli 1912
- Kommendör av 1 klass av Brittiska imperieorden

[Redigera Wikidata]

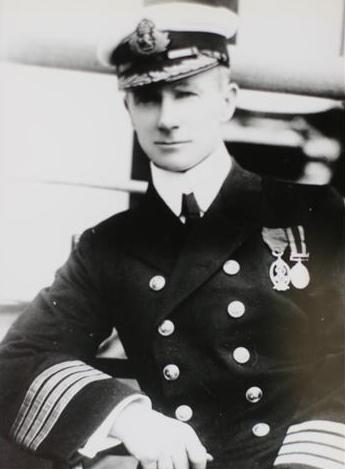
Kapten Arthur Rostron.
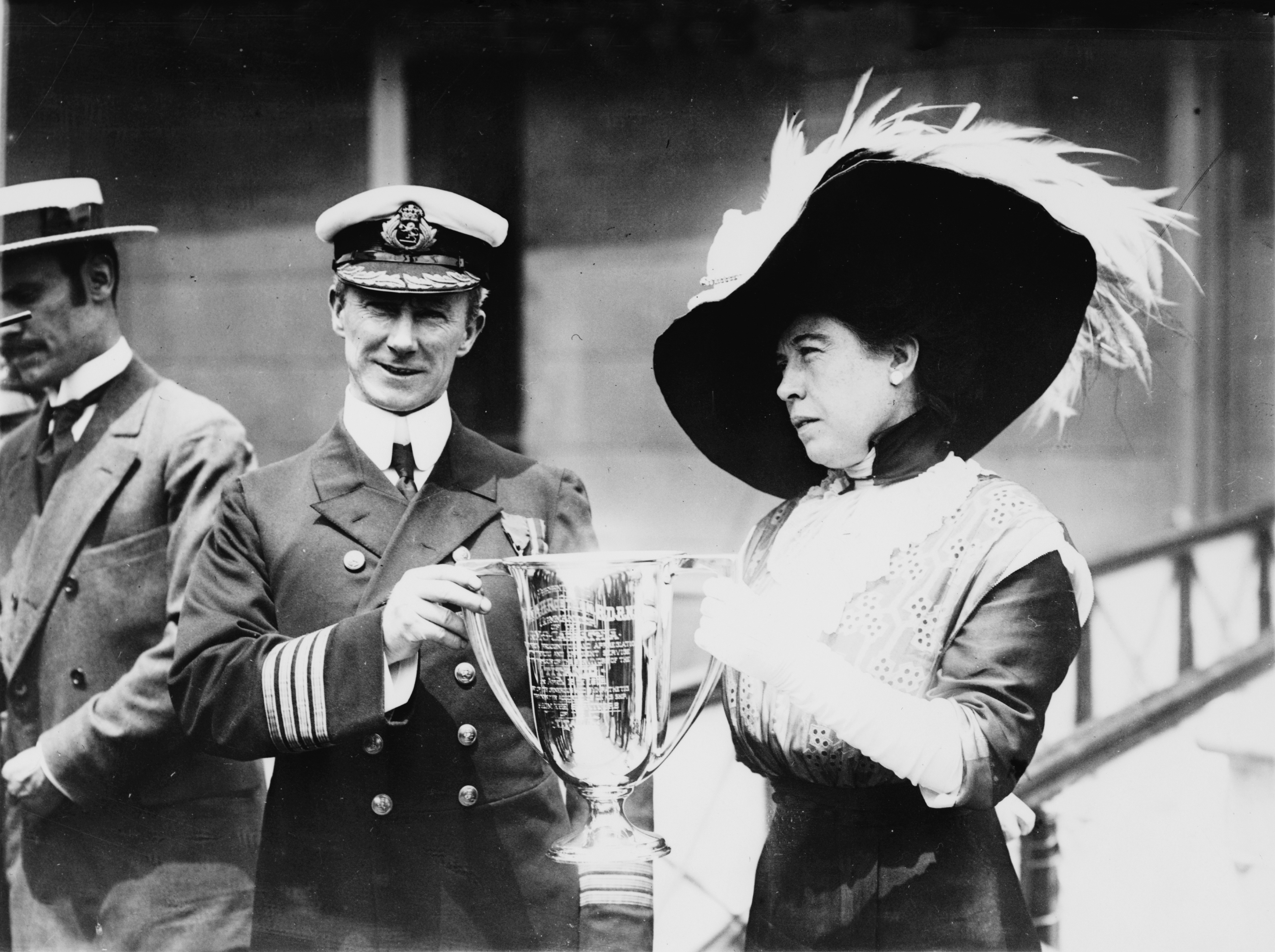
Margaret "Molly" Brown tackar kapten Arthur Rostron för hans assistans vid Titanics förlisning

## Fotnoter
1. 1 2  Find a Grave, Find A Grave-ID: 9550788, läs online, läst: 9 oktober 2017.[källa från Wikidata]
2. 1 2  Dreadnought Project, Dreadnought Project-ID: Arthur_Henry_Rostron.[källa från Wikidata]
3. ↑  http://www.titanicinquiry.org/USInq/USReport/AmInqRep08.php#a1
4. ↑  http://www.foxnews.com/science/2015/10/26/molly-browns-titanic-cup-sold-at-auction-for-200000.html